# Араби Ізраїлю
Арабські громадяни Ізраїлю або арабські ізраїльтяни — громадяни Ізраїлю, які є арабами. Багато арабських громадян Ізраїлю ідентифікують себе як палестинці та часто називають себе палестинськими громадянами Ізраїлю або ізраїльськими палестинцями. Згідно з дослідженням, проведеним у 2017 році професором Семмі Смухою з Хайфського університету, 16 % арабського населення віддають перевагу терміну «ізраїльський араб», у той час як найбільша і швидко зростаюча частка віддає перевагу «палестинець в Ізраїлі», а 17 % віддає перевагу «палестинський араб», повністю відкидаючи зв'язок з Ізраїлем у самоназві.

## Опис
Традиційною рідною мовою більшості арабських громадян, незалежно від релігії, є левантійська арабська, як і ліванська арабська мова на півночі Ізраїлю, палестинський арабський діалект у центральному Ізраїлі та бедуїнські діалекти по всій пустелі Негев; сучасний діалект арабських громадян Ізраїлю, увібравши багато запозичень і виразів з івриту, іноді визначають як ізраїльський арабський діалект. Більшість арабських громадян Ізраїлю практично двомовні, а їх другою мовою є іврит. Що стосується релігії, то більшість є мусульманами, переважно сунітської гілки ісламу. Існує значна меншість арабських християн з різних церков, а також друзи серед інших релігійних громад.

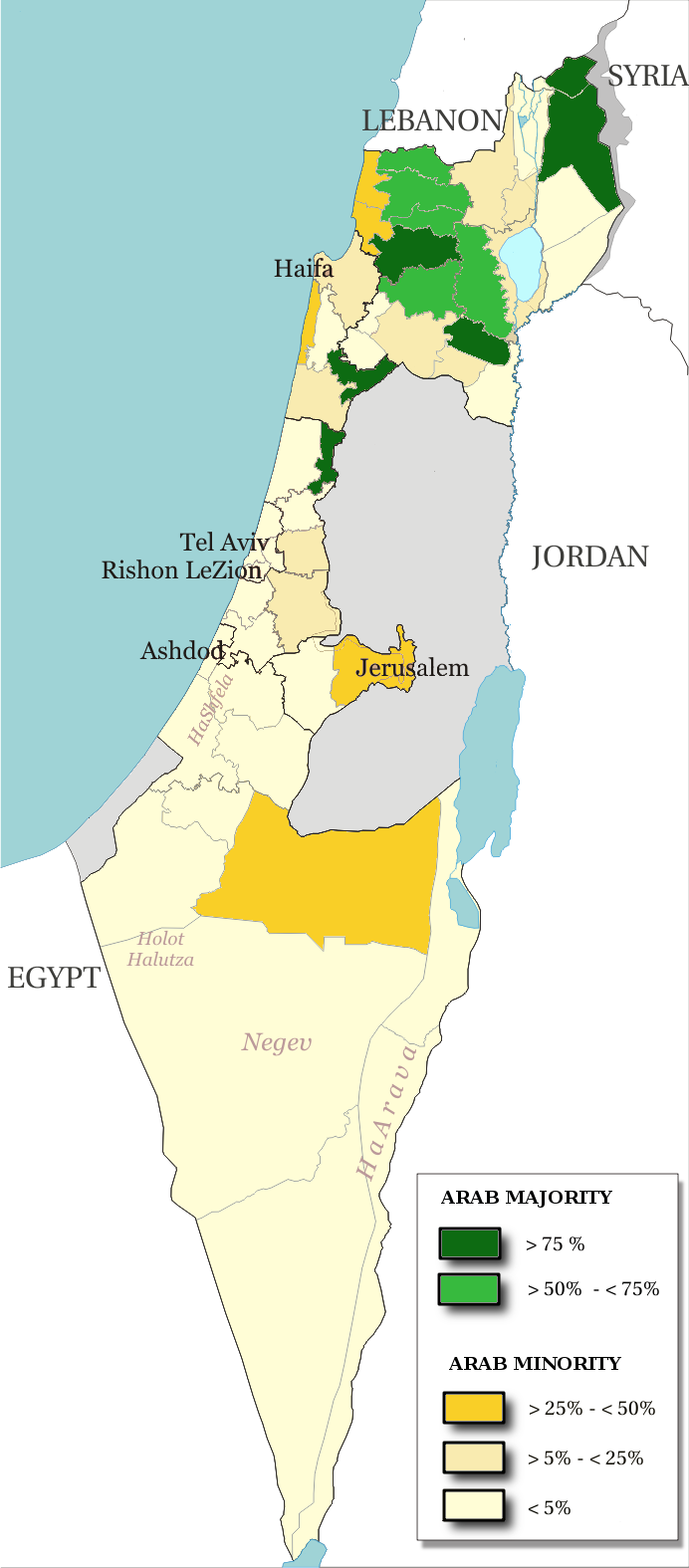
Карта арабського населення в регіонах Ізраїлю, 2000 рік.

За даними Центрального статистичного бюро Ізраїлю, у 2019 році арабське населення становило 1 890 000 осіб, що дорівнює 20,95 % населення країни. Більшість із них називають себе арабами чи палестинцями за національністю та ізраїльтянами лише за громадянством. Арабські громадяни Ізраїлю живуть переважно в містах з арабським населенням. У восьми з десяти найбідніших міст Ізраїлю переважають араби. Переважна більшість ізраїльських арабів навчаються в школах, відмінних від єврейських ізраїльських шкіл. Арабські політичні партії ніколи не приєднувалися до ізраїльської урядової коаліції. Багато з них мають родинні зв'язки з арабами із Західного берега річки Йордан або сектора Газа, а також з палестинськими біженцями в Йорданії, Сирії та Лівані. Галілейські бедуїни, бедуїни Негева та ізраїльські друзи, як правило, вважають себе ізраїльтянами більше, ніж інші арабські громадяни Ізраїлю.

## У Східному Єрусалимі та Голанських висотах
Арабам, які живуть у Східному Єрусалимі та на Голанських висотах, окупованих Ізраїлем під час Шестиденної війни 1967 року та пізніше анексованих, було запропоноване ізраїльське громадянство, але більшість з них відмовилися від нього, не бажаючи визнавати ізраїльські претензії на суверенітет. Натомість вони стали постійними резидентами без надання їм громадянства. У них зберігається право отримати громадянство, вони можуть обіймати адміністративні посади та мають право голосу на виборах.